# Thomas Picton

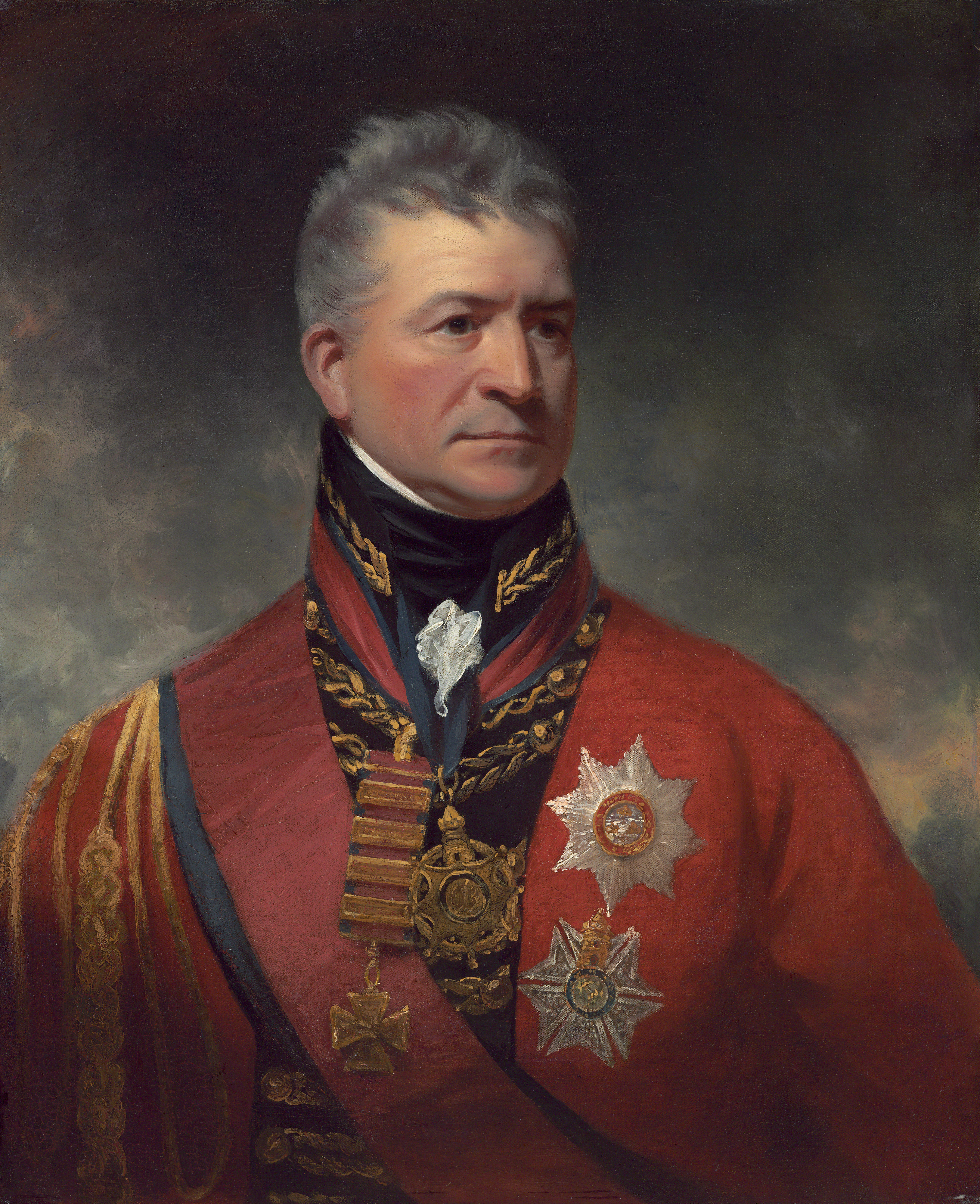
Sir Thomas Picton

Sir Thomas Picton, GCB, (* 24. August 1758 in Haverfordwest, Pembrokeshire, Wales; † 18. Juni 1815 bei Waterloo, gefallen) war ein britischer General, der sich im Krieg auf der Iberischen Halbinsel vielfach auszeichnete und zu Wellingtons fähigsten Divisionskommandeuren zählte.

## Leben

### Herkunft
Thomas Picton war das siebte von zwölf Kindern des Thomas Picton († 1790), Gutsherr von Poyston Hall, Pembrokeshire, und der Cecil Powell († 1806), Tochter von Reverend Edward Powell aus Llanddow und Halbschwester von Richard Turberville, der 1740 Sheriff von Glamorgan war. Die Familie hatte normannische Vorfahren, die sich in Pembrokeshire niedergelassen hatten. Thomas Picton der Ältere war im Jahr vor seiner Hochzeit High Sheriff von Pembroke gewesen. Der junge Thomas wurde 1758 im Stadthaus der Familie Laugharne (heute das Dragon Hotel in der Hill Street) in Haverfordwest, wo seine Mutter zu Besuch war, geboren und am 29. August 1758 in Rudbaxton, Pembrokeshire, getauft. Sein fünfjähriger älterer Bruder Thomas war im Jahr zuvor gestorben und Picton erhielt dessen Namen.

### Erste Jahre in der Armee
Picton erwarb 1771, im Alter von 13 Jahren, ein Offizierspatent als Ensign im Regiment seines Onkels William, dem 12th Regiment of Foot in die British Army ein. Er verbrachte zunächst zwei Jahre auf der Militärakademie in Chelsea, bevor er tatsächlich in das Regiment eintrat, das sich zu dieser Zeit auf Gibraltar befand. Dort blieb er bis sein Onkel 1777 Colonel des neu aufzustellenden 75th Regiment of Foot (Prince of Wales’s Regiment) wurde. Picton erhielt im Januar 1778 die Stelle eines Captain im selben Regiment und kehrte mit seinem Onkel zurück nach Großbritannien. Nachdem der Amerikanische Unabhängigkeitskrieg 1783 durch die Unterzeichnung des Friedens von Paris offiziell beendet war, wurde das in Bristol einquartierte 75th Regiment of Foot – wie viele andere Regimenter auch – wieder aufgelöst.
Bei dieser Gelegenheit stellte Picton zum ersten Mal öffentlich seinen Mut unter Beweis, als er eine Meuterei seines Regiments, das über den Auflösungsbefehl erbost war, durch beherztes Eingreifen im Keim erstickte. Die dafür versprochene Majorsstelle erhielt er jedoch nie und er verbrachte die nächsten elf Jahre auf Halbsold zuhause in Pembroke.
Obwohl 1793 der Krieg mit Frankreich ausbrach, erhielt Picton kein militärisches Kommando, und so segelte er im folgenden Jahr aufgrund einer Bekanntschaft mit Lieutenant-General Sir John Vaughan, dem dortigen Oberbefehlshaber, der ihn zu seinem Adjutanten machte, zu den Westindischen Inseln. Kurze Zeit später wurde Picton zum Major befördert und als Brevet-Lieutenant-Colonel stellvertretender Generalquartiermeister. Unter Sir Ralph Abercromby, der Vaughan nach dessen Tod im August 1795 als Oberbefehlshaber gefolgt war, nahm Picton an der Einnahme von St. Lucia (24. Mai 1796), für die er rückwirkend zum 22. Juni 1795 zum regulären Lieutenant-Colonel befördert wurde, und an der von St. Vincent (10. Juni 1796) teil. Nachdem die Spanier Trinidad kampflos an Abercromby übergeben hatten (17. Februar 1797), machte dieser Picton zum Gouverneur der Insel.

### Trinidad 1797–1803 und die Nachwirkungen
Die ihm zur Verfügung stehenden Truppen waren nicht ausreichend, um Aufstände oder eine Landung der Spanier zu verhindern, so dass Picton die Insel mit harten Methoden regierte, die teilweise auch als brutal bezeichnet wurden. Picton erledigte seine Aufgabe als Gouverneur aber mit solchem Erfolg, dass die Oberschicht der Inselbewohner sich gegen die geplante Rückgabe der Insel an Spanien aussprach. Ihr Protest, unterstützt von Pictons und Abercrombys Darstellungen der Lage, sicherte dann auch tatsächlich den Verbleib Trinidads in britischer Hand nach dem Frieden von Amiens. Gouverneur Picton wurde im Oktober 1801 zum Brigadier ernannt.
Die Kritik an seiner Amtsführung und die Behauptung, seine Mulatten-Mätresse beeinflusse seine Entscheidungen, erreichten in der Folgezeit jedoch London, wo inzwischen die Regierung gewechselt hatte. Diese hatte ein deutlich geringeres Interesse, die Insel in Besitz zu behalten. Man beauftragte ein dreiköpfiges Gremium mit der Verwaltung der Insel, in dem Picton das Mitglied mit dem niedrigsten Rang war.
Als Picton im Jahre 1803 nach Großbritannien zurückkehrte, wurde er sowohl vor dem Privy Council als auch einem Gericht angeklagt. Die Verfahren, die sich im Wesentlichen um die Frage der Zulässigkeit von Folter drehten, zogen sich bis 1808 hin, endeten aber letztlich mit einem Freispruch Pictons. Der Prozess war Gegenstand vieler zeitgenössischer Flugblätter.

### Der Krieg auf der Iberischen Halbinsel
Picton nahm an den erfolgreichen Feldzügen unter dem Duke of Wellington in Spanien und Portugal als Führer einer Division teil, besonders beim Angriff auf Vitoria zeichnete er sich aus. Ab Oktober 1811 war er auch Colonel und Kommandeur des 77th (East Middlesex) Regiment of Foot. Nach der Auflösung der 3. Division schenkten die Offiziere ihrem Kommandeur ein wertvolles Tafelservice. Zu seiner persönlichen Enttäuschung und zum Erstaunen der britischen Öffentlichkeit, die ihn als sicheren Kandidaten angesehen hatte, war Picton nicht unter den Generalen, die zum Peer erhoben wurden. Er wurde lediglich am 1. Februar 1813 als Knight Companion des Order of the Bath in den Ritterstand erhoben und führte fortan den Namenszusatz „Sir“. Über die Gründe können nur Vermutungen angestellt werden. Zum einen war er nur Divisionskommandeur und kein Führer eines unabhängigen Kommandos fernab der direkten Kontrolle des Oberbefehlshabers. Zum anderen haftete ihm immer noch der Makel der Trinidad-Affäre an. Möglich ist auch, dass seine nicht-adlige Herkunft, sein wenig aristokratisches Auftreten und sein Mangel an Verbindungen dazu beitrugen, dass er nicht in den hohen Erbadel aufgenommen wurde. Was auch immer die Gründe gewesen sein mögen, ein Leserbrief in der Times vom 13. Mai 1814 bezeichnete die Tatsache, dass er übergangen wurde, als positive injustice and insult (dt.: eindeutige Ungerechtigkeit und Beleidigung). Im Juni 1813 wurde er zum Lieutenant-General befördert.
Nachdem das Parlament ihm am 24. Juni 1814 – zum siebten Mal – seinen Dank für die geleisteten Dienste ausgesprochen hatte, verließ Picton den aktiven Militärdienst und zog sich auf seinen Landsitz Iscoed in Ferryside bei Carmarthen zurück, den er 1804 erworben hatte. Am 2. Januar 1815 wurde er zum Knight Grand Cross des Order of the Bath erhoben.

### Waterloo 1815
Nachdem Napoleon im Frühjahr 1815 von Elba zurückgekehrt war, forderte ihn Wellington wegen seiner Tapferkeit und Erfahrung für den Feldzug gegen Napoleon als Kommandeur seines 2. Korps an. Er ist ein ruppiger, unflätiger Teufel beschrieb ihn der Duke. Bei Quatre-Bras (16. Juni 1815) erlitt er eine schwere Verwundung. Eine Gewehrkugel brach ihm zwei Rippen und führte zu weiteren inneren Verletzungen. Da er wusste, dass die entscheidende Schlacht unmittelbar bevorstand und eine solch schwere Verwundung zu seiner Ablösung vom Kommando geführt hätte, verheimlichte er seine Wunde und ließ sich nur notdürftig verbinden. Am übernächsten Tag, dem 18. Juni, bezog er mit der 5. Division die ihr zugewiesene Stellung in der Mitte der Schlachtlinie bei La Haye Sainte. Picton hielt seine Männer in der Deckung, bis die Franzosen unter Drouet d’Erlon nur noch ungefähr 40 Meter entfernt waren, dann ließ er sie aufstehen und gab den Feuerbefehl. Im nächsten Moment wurde er von einer Kugel in den Kopf getroffen und fiel tot aus dem Sattel. Captain Tyler, sein Adjutant, der ihn fallen sah, fing ihn mit Hilfe eines Soldaten auf, legte den Leichnam unter einem Baum nieder, um ihn nach der Schlacht wiederfinden zu können, und benachrichtigte den Führer der 8. Brigade, Major-General James Kempt, der sofort die Führung der Division übernahm. 
Der Oberbefehlshaber, Wellington, würdigte Picton am folgenden Tag in seiner für ihren lakonischen Stil bekannten Depesche an den Kriegsminister Lord Bathurst:
"Your lordship will observe, that such a desperate action could not be fought, and such advantages could not be gained, without great loss; and, I am sorry to add, that our’s has been immense. In Lieutenant-general Sir Thomas Picton, his majesty has sustained the loss of an officer who has frequently distinguished himself in his service; and he fell, gloriously leading his division to a charge with bayonets, by which one of the most serious attacks made by the enemy of our position was defeated."
Sir Thomas Picton wurde am 3. Juli 1815 in der Familiengruft in der St. George’s Church am Hanover Square in London beigesetzt.

### Postume Ehrungen

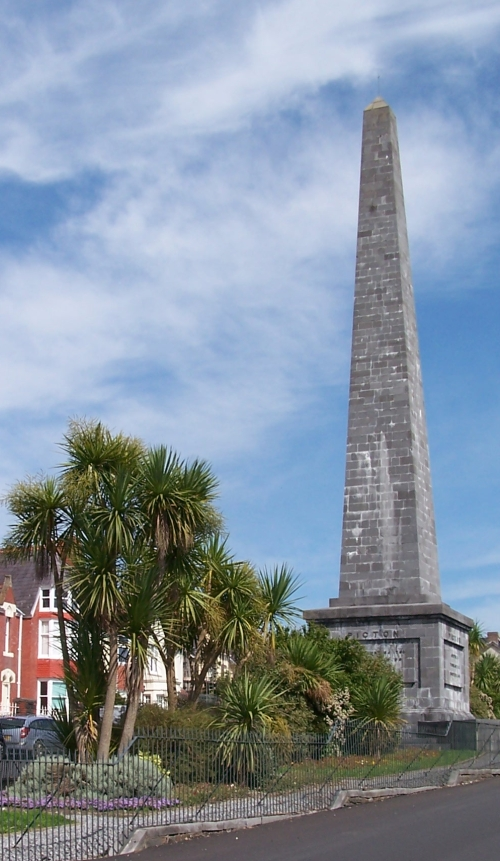
Das Picton Monument in Carmarthen

Am 8. Juni 1859 wurden Thomas Pictons sterbliche Überreste von der St George’s Church in die Gruft der St Paul’s Cathedral überführt. Er ist der einzige Waliser, der dort beigesetzt ist. Neben dem vom britischen Parlament in Auftrag gegebenen und von Sebastian Gahagan geschaffenen Monument in der St. Paul’s Cathedral in London wurde ihm ein weiteres Denkmal in Carmarthen, Wales, errichtet. Das durch Subskription finanzierte Standbild, zu dem Georg IV. 100 Guineas stiftete, wurde 1824 durch den Architekten des Königs, John Nash, gestaltet und 1828 fertiggestellt. Da es der rauen walisischen Witterung nicht standhielt, wurde es 1846 abgetragen und im folgenden Jahr durch ein neues in Form eines Obelisken ersetzt. Dieses zweite, durch den Architekten Frances Fowler gestaltete, Monument steht dort – nachdem es 1988 Stein für Stein neu aufgebaut wurde – noch heute. Die von E. H. Bailey ausgeführten Basreliefs des ersten Denkmals, die Pictons Tod auf dem Schlachtfeld zeigen, sind heute im Carmarthenshire County Museum in Carmarthen zu sehen. Die Städte Picton in Marlborough, Neuseeland, Picton in Ontario, Kanada, und Picton in New South Wales, Australien, sind nach Sir Thomas Picton benannt.
Der Dichter Thomas Moore, schrieb zu Pictons Ehren ein Gedicht mit der Anfangszeile "Oh, give to the hero the death of the brave." Ein Porträt Pictons von Martin Archer Shee befindet sich in der National Portrait Gallery in London, ein weiteres von Sir William Beechey, ist im Familienbesitz der Dukes of Wellington (Wellington Museum, London).
Der Major-General John Picton (1765–1815) war Thomas Pictons Bruder, General William Picton († 1811) sein Onkel.

## Film
Im Film Waterloo von 1970 wird General Picton von Jack Hawkins dargestellt.